# ۶۸۸ (پیش از میلاد)
۶۸۸ (پیش از میلاد) ۶۸۸مین سال قبل از تقویم میلادی است.